# انتشار المنتج

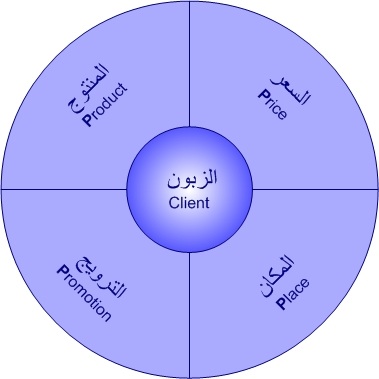
المزيج التسويقي

يحدث انتشار المنتج عندما تسوق المؤسسات أشكالاً متعددة من نفس المنتجات، ويتم ذلك من خلال طرح تكوينات الألوان وأحجام المنتج واستخدامات المنتج المختلفة، ويثمر ذلك عن تحقيق التنويع للشركة حيث إنها تتمكن من الاستحواذ على حصة كبيرة من السوق، ومع ذلك يجب أيضًا الأخذ في الاعتبار أن تسويق عدد كبير من المنتجات الجديدة يؤدي إلى إهدار الموارد الاقتصادية؛ حيث يشعر المستهلك بالارتباك وتحدث أخطاء أثناء شراء المنتجات.
غالبًا ما تستخدم الشركات المرموقة التي تحتل مكانة كبيرة في السوق انتشار المنتج كوسيلة لردع دخول المنافسين إلى السوق، وتتمكن هذه الشركات المرموقة من خلال تطوير مجموعة كبيرة متنوعة من المنتجات من سد الفجوات الموجودة في السوق والتي قد يستغلها الوافدون المحتملون إلى السوق، ومن ثم تقليل تهديد المنافسة.
إلا أن الديناميكية التي تميز انتشار المنتج هي نفسها التي تصعب إدارته، وينتج التعقيد عن الخريطة دائمة التغير لطلبات العملاء ومحاولات الشركات لتلبية هذه الطلبات بمنتجات قابلة للتهيئة والتشكيل والمزيد من تنويعات المنتجات.
وكذلك قد يؤدي انتشار المنتج أحيانًا إلى خسارة مبيعات خط الإنتاج الحالي للشركة، ومن ثم يجب تبرير ذلك بزيادة إجمالية في حصة السوق.